# Euxema
Euxema is een geslacht van kevers uit de familie bladkevers (Chrysomelidae).
De wetenschappelijke naam van het geslacht werd in 1885 gepubliceerd door Joseph Sugar Baly.

## Soorten
- Euxema elgonata Pic, 1934
- Euxema insignis Baly, 1885